# SS City of New York
O SS City of New York foi um navio de passageiros britânico operado pela Inman Line e construído pelos estaleiros da John Brown & Company em Clydebank. Ele foi lançado em março de 1888 e realizou sua viagem inaugural em agosto do mesmo ano. O navio foi projetado para ser o maior e mais rápido transatlântico do mundo, sendo considerado junto com seu irmão SS City of Paris como uma das embarcações mais mais luxuosas e confortáveis da época. Em termos de propulsão, os dois foram os primeiros do mundo construídos com um sistema baseado em duas hélices.
O City of New York teve uma carreira tranquila e de sucesso até 1892, quando o governo britânico retirou seus subsídios, causando temores financeiros para a Inman. Ela acabou vendendo o navio em fevereiro de 1893 para a American Line. Foi renomeado SS New York e continuou sua carreira comercial até a Guerra Hispano-Americana de 1898, quando foi requisitado em abril pela Marinha dos Estados Unidos e convertido como cruzador auxiliar sob o nome de USS Harvard, servindo em Cuba para vários objetivos até ser devolvido para a American Line em agosto.
A embarcação foi reformada por três meses para voltar ao serviço comercial e teve seu nome restaurado para New York. Pouco depois passou por outra reforma que substituiu seus motores e removeu uma das chaminés. O navio quase colidiu em 10 de abril de 1912 com o RMS Titanic, quando a sucção das hélices deste soltou o New York de suas amarras em Southampton e o puxou. A colisão foi evitada devido a ações dos oficiais do Titanic e por rebocadores do porto. Uma nova reforma no ano seguinte removeu sua primeira classe, transformando-o em um navio de imigrantes.
A Primeira Guerra Mundial começou em 1914 e o New York, diferentemente de muitos transatlânticos, continuou no serviço comercial por ser considerado muito velho para o serviço militar. Ele mesmo assim foi convocado pela marinha em 1918 para atuar como transporte de tropas, sendo renomeado de USS Plattsburg. Realizou sete viagens nessa funções e foi devolvido a American Line em outubro de 1919. Novamente como New York, acabou vendido em 1921 e passou por vários donos até ser definitivamente aposentado em 1922. Foi desmontado em Gênova no ano seguinte.